# Northern City Line
Ne doit pas être confondu avec Northern line.
La Northern City Line est une ligne ferroviaire de banlieue située à Londres au Royaume-Uni. Elle relie Moorgate à la gare de Finsbury Park et permet aux trains de banlieue du nord du Grand Londres d'aboutir à la City. Elle est exploitée comme une branche de l'East Coast Main Line. Son parcours est intégralement souterrain entre Drayton Park et Moorgate.

## Histoire
La Northern City Line est mise en service en 1904 et conçue pour accueillir des trains nationaux à grand gabarit, elle est finalement exploitée comme une ligne urbaine autonome reliant Moorgate à Finsbury Park. Entre 1933 et 1975, elle est intégrée au métro de Londres et considérée comme une branche de la Northern line, bien que les deux lignes soient indépendantes. La construction de la Victoria line entraîne en 1966 le report du terminus à Drayton Park, la station Finsbury Park étant utilisée pour la nouvelle ligne. 
En 1976, la Northern City line est transférée à British Rail et finalement interconnectée au réseau national. Elle assure depuis la fonction d'une ligne de banlieue.

## Caractéristiques

### Gares
- Gare de Finsbury Park (en)
- Gare de Drayton Park
- Gare de Highbury & Islington
- Gare d'Essex Road
- Gare d'Old Street
- Gare de Moorgate